# Окускование

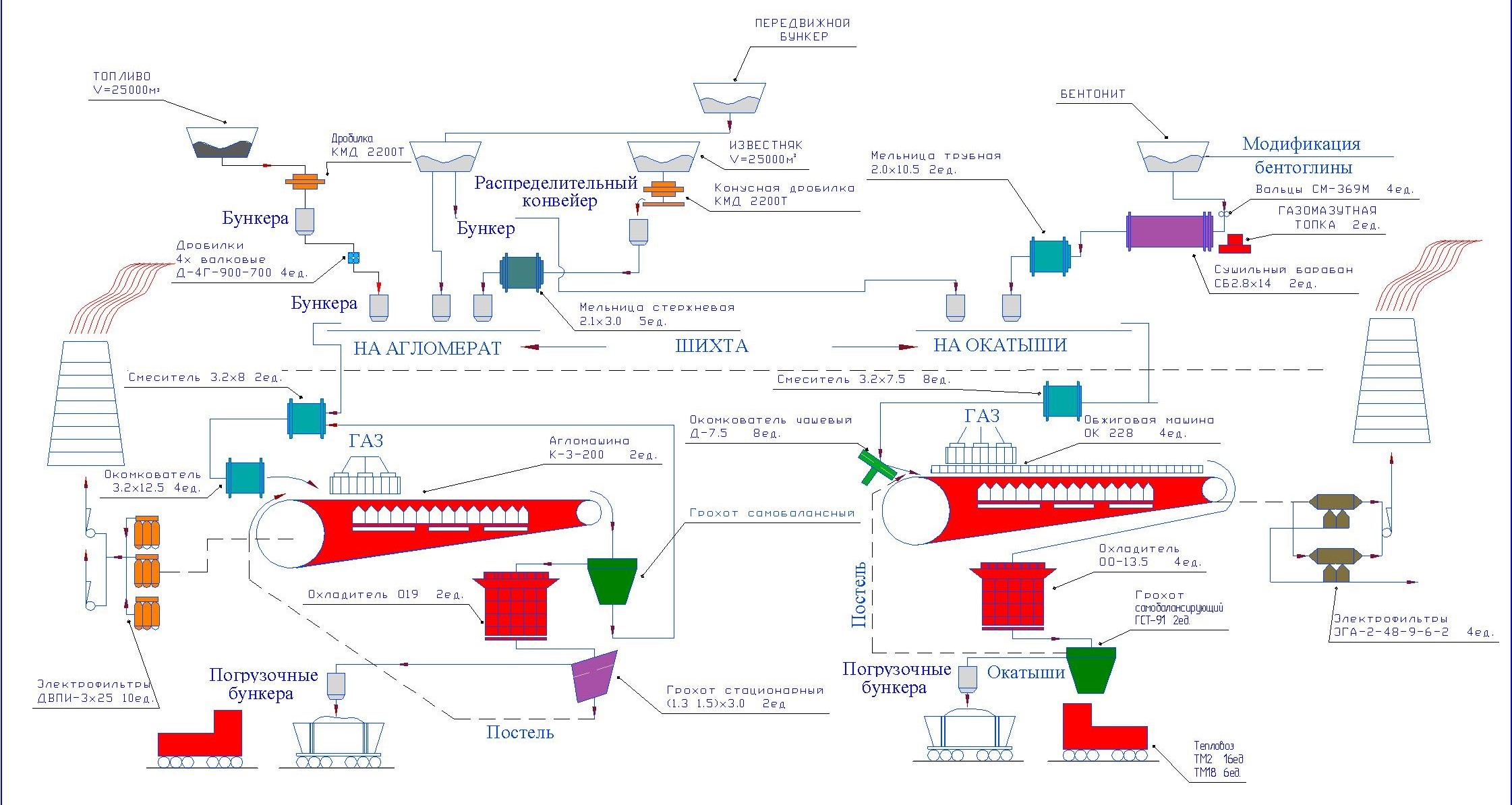
Схема процессов подготовки шихты и окускования

Окускова́ние поле́зных ископа́емых — это процесс превращения мелких классов полезных ископаемых в куски с заданными свойствами для их более эффективного использования. Получаемые в результате глубокого обогащения концентраты руд чёрных и цветных металлов, как правило, непригодны для непосредственного использования в плавке или других технологических процессах и требуют окускования. В зависимости от вида полезного ископаемого и его последующего передела окускование осуществляется агломерацией, окомкованием или брикетированием.
- Агломерация — спекание мелких руд или концентратов в твёрдые пористые куски.
- Окомкование — процесс получения гранул сферической формы — окатышей, подвергаемых для упрочнения обжигу. Также существуют методы производства безобжиговых окатышей
- Брикетирование — процесс получения брикетов прессованием мелкого материала.

В результате окускования частиц получают:

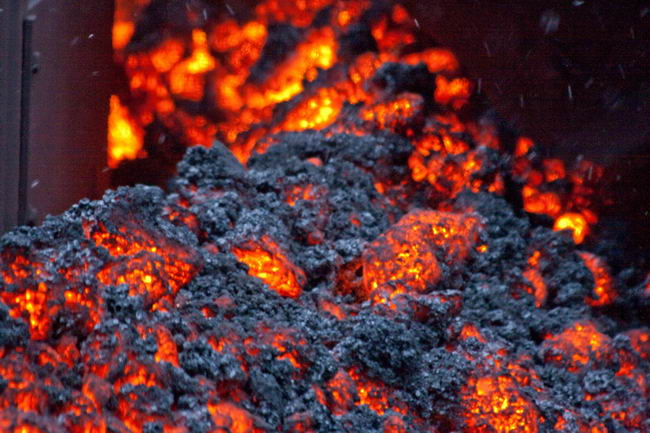
Железорудный агломерат

- при агломерации — агломерат крупностью 5—60 мм,
- при окомковании — окатыши в основном крупностью 9—16 мм,
- при брикетировании — брикеты разной геометрической формы и необходимых габаритов и массы. Из общего производства окускованного сырья агломерат занимает около 70 %, окатыши 28 % и брикеты 2 %.

Окусковывают материалы крупностью частиц менее 10 мм.

Окускование широко используется при подготовке железорудных концентратов (агломерация), угля (брикетирование), а также биоматериалов. В связи с непрерывным снижением крупности металлургического и угольного сырья актуальность окускования возрастает.

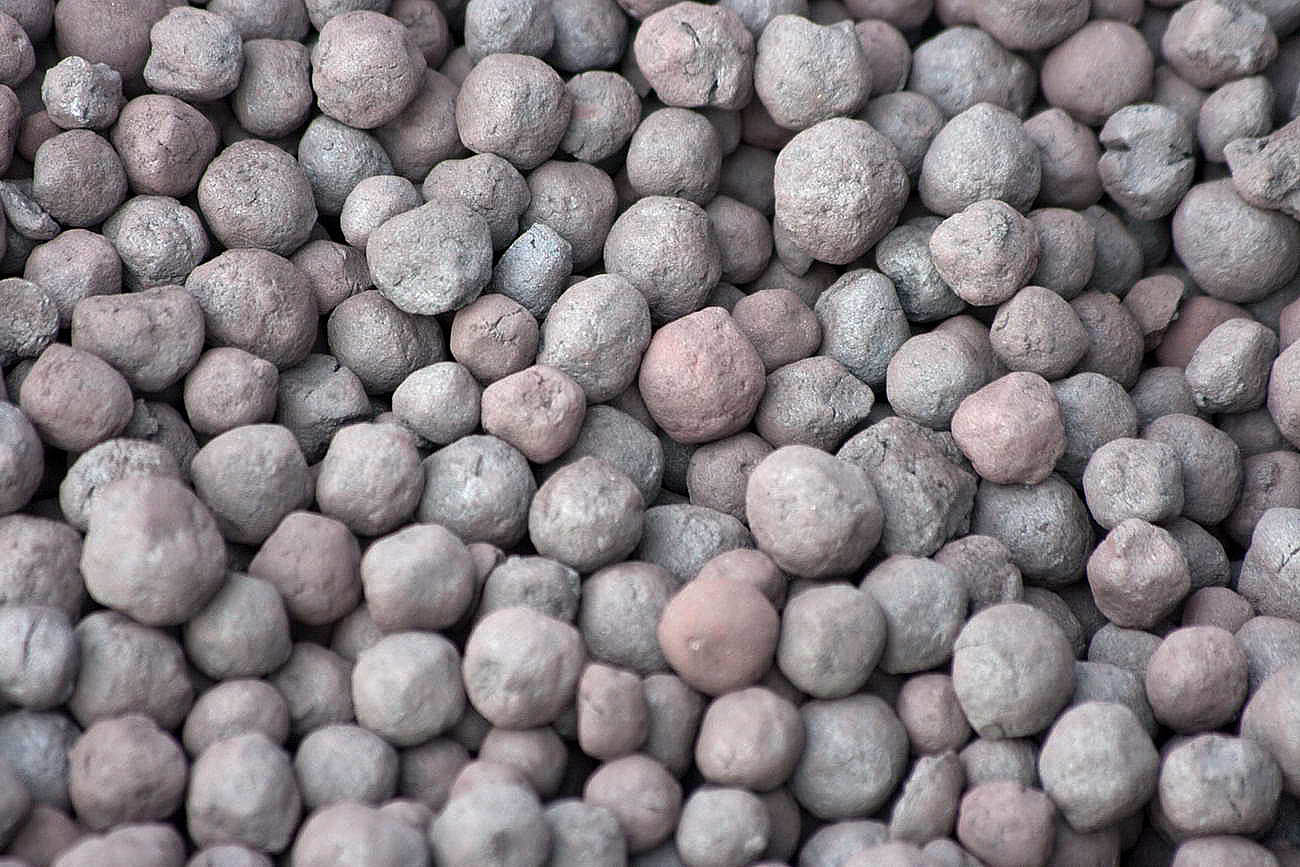
Железорудные окатыши